# Jack Noseworthy
Jack Noseworthy est un acteur américain, né le 21 décembre 1969 à Lynn, dans le Massachusetts.

## Biographie

### Enfance et formation
Jack Noseworthy est né en 1969 à Lynn, dans le Massachusetts. Dans les années 1980, il est admis au conservatoire de Boston, où il reçoit le baccalauréat en beaux-arts.

### Carrière
En 1990, Jack Noseworthy joue les personnages dans les pièces de théâtre A Chorus Line et Peter Pan à Broadway.
En 1991, il apparaît pour la première fois à la télévision où il interprète Adrian Peterman dans la série télévisée Teech, inédite en France.
En 1993, il est Roberto « Bobby » François dans Les Survivants (Alive) de Frank Marshall, l’adaptation du best-seller homonyme de Piers Paul Read, dans lequel il raconte l'accident du vol 571 Fuerza Aérea Uruguaya dans la cordillère des Andes en s'appuyant sur les témoignages des survivants de cette catastrophe aérienne qui a causé la mort de vingt-neuf personnes et n'a connu que seize survivants.
En 1994, il apparaît dans le clip musical Always de Bon Jovi, aux côtés de Carla Gugino et Keri Russell.
En 1996, il rejoint Pamela Anderson avec qui il joue dans Barb Wire de David Hogan.
En 1997, il interprète l'astronaute Justin dans le film d'horreur Event Horizon, le vaisseau de l'au-delà (Event Horizon) de Paul W.S. Anderson.
En 2006, il est sur scène avec Meryl Streep dans la pièce Mère Courage et ses enfants (Mother Courage and Her Children) de Bertolt Brecht, mise en scène par Tony Kushner, au Public Theater.
En 2013, il endosse les costumes de Robert F. Kennedy dans le téléfilm à deux parties Killing Kennedy de Nelson McCormick.

### Vie privée
En 1990, Jack Noseworthy partage sa vie avec le chorégraphe Sergio Trujillo. En 2011, ils se marient. En 2018, ils ont un fils.

## Filmographie

### Longs métrages
- 1992 : California Man (Encino Man) de Les Mayfield : Taylor, le patineur
- 1993 : Les Survivants (Alive) de Frank Marshall : Roberto « Bobby » François
- 1994 : SFW de Jefery Levy : Joe Dice
- 1995 : La Tribu Brady (The Brady Bunch Movie) de Betty Thomas : Eric Dittmeyer
- 1996 : Barb Wire de David Hogan : Charlie Kopetski
- 1996 : Réactions en chaîne (The Trigger Effect) de David Koepp : Prowler
- 1996 : Mojave Moon de Kevin Dowling : Kaiser
- 1997 : Breakdown de Jonathan Mostow : Billy
- 1997 : Event Horizon, le vaisseau de l'au-delà (Event Horizon) de Paul W. S. Anderson : Justin
- 1999 : La Main qui tue (Idle Hands) de Rodman Flender : Randy
- 1999 : The Sterling Chase de Tanya Fenmore : Todd
- 2000 : Clean and Narrow de William Katt : Buddy
- 2000 : U-571 de Jonathan Mostow : Bill Wentz, le marin
- 2000 : Cecil B. Demented de John Waters : Rodney
- 2002 : Opération funky (Undercover Brother) de Malcolm D. Lee : M. Elias
- 2002 : Amours suspectes (Unconditional Love) de Paul John Hogan : Andrew Beasley
- 2004 : Poster Boy de Zak Tucker : Anthony
- 2006 : L'Amour sur mesure (Phat Girlz) de Nnegest Likké : Richard « Dick » Eckhard
- 2008 : Pretty Ugly People de Tate Taylor : Trevor
- 2009 : Clones (Surrogates) de Jonathan Mostow : Strickland
- 2013 : Tio Papi de Fro Rojas : Benjamin Welling
- 2014 : Julia de Matthew A. Brown : Dr Sgundud
- 2014 : The Nurse de Sam Irvin : Brian
- 2015 : Pearly Gates de Scott Ehrlich : Dan
- 2016 : 10,000 Miles de Simon Hung : Charlie
- 2017 : Needlestick de Steven Karageanes : Boris Whipple
- 2017 : Ray Meets Helen d'Alan Rudolph : Loomis
- 2018 : Breaking Brooklyn de Paul Becker : Christian
- 2019 : The Hacks de Brady Caverly : Jim

### Court métrage
- 2006 : CondomNation de Bethany Bassler et Alberto Christiano Lombardo : Tony Jarvis

### Téléfilms
- 1994 : La Dernière Chance d'Annie (A Place for Annie) de John Gray : David
- 1999 : Meurtre à Devil's Glen (What We Did That Night) de Paul Shapiro : Oliver
- 2008 : Aces 'N' Eights de Craig R. Baxley : Jess Riley
- 2013 : Killing Kennedy de Nelson McCormick : Robert F. Kennedy
- 2015 : Absence et Conséquences (The Nurse) : Brian

### Séries télévisées
- 1991 : Teech : Adrian Peterman (12 épisodes)
- 1992 : American Playhouse : Billy (épisode 164 : Mrs. Cage)
- 1993 : Enquête privée (Bodies of Evidence) : David Brooks (saison 2, épisode 5 : Shadows)
- 1994 : Dead at 21 : Ed Bellamy (13 épisodes)
- 1996 : Relativity : Dean (saison 1, épisode 3 : First Impressions)
- 1999 : Au-delà du réel : L'aventure continue (Langue) : l'homme (saison 5, épisode 7 : The Human Operators)
- 2000 : Washington Police (The District) : BJ Brownwell (saison 1, épisode 8 : The Jackal)
- 2002 : Amy (Judging Amy) : Jason Lobdel (4 épisodes)
- 2003 : Preuve à l'appui (Crossing Jordan) : l'inspecteur Jack Hannah (saison 2, épisode 14 : Wild Card)
- 2003 : New York, unité spéciale (Law & Order: Special Victims Unit) : Jeremy (saison 5, épisode 11)
- 2004 : Méthode Zoé (Wild Card) : Sean McFarland (saison 2, épisode 4 : Roses Are Red, Violets Are Busiek)
- 2005 : Elvis : Une étoile est née (Elvis) : Steve Binder (2 épisodes)
- 2006 : Les Experts (CSI: Crime Scene Investigation) : Dwight (saison 6, épisode 17 : I Like to Watch)
- 2006 : New York, police judiciaire (Law and Order) : l'agent Brian Griggs (saison 17, épisode 4 : Fear America)
- 2008 : Fear Itself : Rory Bemell (saison 1, épisode 2 : Spooked)
- 2014 : The Lottery : Alex Richards (saison 1, épisode 10 : In Extremis)
- 2015 : The Secret Life of Marilyn Monroe : Alan DeShields (2 épisodes)
- 2015 : New York, unité spéciale (Law & Order: Special Victims Unit) : Matt Baker (saison 16, épisode 11)
- 2017 : Shades of Blue : le docteur (saison 2, épisode 10 : Whoever Fights Monsters)
- 2022 : New York, police judiciaire : sénateur Jack Nathan (saison 21, épisode 6)

### Clip musical
- 1994 : Always de Bon Jovi

## Théâtre
- 1990 : A Chorus Line
- 1990 : Peter Pan
- 2002 : Sweet Smell of Success
- 2006 : Lestat : Armand, au Curran Theatre
- 2006 : Mère Courage et ses enfants (Mother Courage and Her Children) de Bertolt Brecht, mise en scène par Tony Kushner au Public Theater